# Église Saint-Christophe de Saint-Christophe-en-Brionnais
L'église Saint-Christophe de Saint-Christophe-en-Brionnais est une église située sur le territoire de la commune de Saint-Christophe-en-Brionnais, dans le département français de Saône-et-Loire et la région Bourgogne-Franche-Comté.

## Historique
L'église a été reconstruite au cours du XIXe siècle, en remplacement d'un précédent édifice : transept en 1870, abside en 1890.

## Description
L'édifice se compose de deux parties différentes de style correspondant à deux étapes de construction : 
- une partie néo-classique se rapportant à la nef basilicale plafonnée, longue de cinq travées, que des piles quadrangulaires séparent des bas-côtés ;
- une partie néo-gothique englobant le transept saillant (croisillons voûtés d’arêtes et croisée voûtée d’ogives) et le chœur semi-circulaire, voûté d’ogives, éclairé par cinq baies en plein cintre.

À droite du portail d'entrée est visible la dalle funéraire de dom Claude Brunet (1767-1854), qui fut bénédictin de l'abbaye de Cluny puis curé de Saint-Christophe (dalle portant la mention : « Il a fait aimer la religion »).

## Culte
Édifice consacré du diocèse d'Autun relevant de la paroisse Saint-Hugues-en-Brionnais-Bords-de-Loire (siège à Marcigny) – qui en est affectataire au titre de la loi de 1905 –, l'église de Saint-Christophe-en-Brionnais est, un siècle et demi après sa construction, un lieu de culte catholique.